# Врпиле
44°43′ пн. ш. 15°41′ сх. д. / 44.72° пн. ш. 15.69° сх. д.
Врпиле (хорв. Vrpile) — населений пункт у Хорватії, у Лицько-Сенській жупанії у складі громади Плитвицька Єзера.

## Населення
Населення за даними перепису 2011 року становило 15 осіб.
Динаміка чисельності населення поселення:

## Клімат
Середня річна температура становить 7,86 °C, середня максимальна – 22,03 °C, а середня мінімальна – -8,20 °C. Середня річна кількість опадів – 1320 мм.
| Клімат поселення                              | Клімат поселення | Клімат поселення | Клімат поселення | Клімат поселення | Клімат поселення | Клімат поселення | Клімат поселення | Клімат поселення | Клімат поселення | Клімат поселення | Клімат поселення | Клімат поселення | Клімат поселення |
| Показник                                      | Січ.             | Лют.             | Бер.             | Квіт.            | Трав.            | Черв.            | Лип.             | Серп.            | Вер.             | Жовт.            | Лист.            | Груд.            |                  |
| Середній максимум, °C                         | 5,48             | 6,53             | 9,85             | 13,90            | 18,68            | 21,94            | 22,03            | 21,69            | 17,65            | 13,08            | 7,88             | 3,80             |                  |
| Середня температура, °C                       | −1,36            | −0,31            | 3,01             | 7,06             | 11,84            | 15,12            | 17,52            | 17,17            | 13,12            | 8,56             | 3,34             | −0,73            |                  |
| Середній мінімум, °C                          | −8,2             | −7,15            | −3,83            | 0,21             | 5,00             | 8,28             | 12,99            | 12,65            | 8,60             | 4,04             | −1,18            | −5,24            |                  |
| Норма опадів, мм                              | 93               | 97               | 102              | 110              | 99               | 100              | 75               | 88               | 125              | 139              | 162              | 130              |                  |
| Середньомісячна швидкість вітру, м/с          | 2.05             | 2.16             | 2.40             | 2.34             | 2.16             | 1.94             | 1.90             | 1.80             | 1.87             | 2.00             | 2.20             | 2.26             |                  |
| Середньомісячна сонячна радіація, кДж/м²·день | 4619             | 7254             | 10688            | 15241            | 19258            | 21337            | 22894            | 19875            | 14666            | 9497             | 5046             | 3850             |                  |
| --------------------------------------------- | ---------------- | ---------------- | ---------------- | ---------------- | ---------------- | ---------------- | ---------------- | ---------------- | ---------------- | ---------------- | ---------------- | ---------------- | ---------------- |
| Джерело:                                      |                  |                  |                  |                  |                  |                  |                  |                  |                  |                  |                  |                  |                  |